# Triángulo del Arte
Triángulo del Arte (span.; auch Triángulo de Oro; engl. Golden Triangle of Art) bezeichnet eine Gruppe von Museen, die in der Innenstadt der spanischen Hauptstadt Madrid in der Zone des Paseo del Prado liegt. Die drei Kunstmuseen, die dieses Dreieck bezeichnet, sind das Museo del Prado, das Museo Reina Sofía und das Museo Thyssen-Bornemisza. Das Gebiet grenzt an die Altstadt und den Parque del Retiro. Um die berühmten Museen der Eckpunkte konzentrieren sich eine weitere Anzahl von kleineren Museen, die das Triángulo del Arte ergänzen. Im Jahr 2021 wurde das Gebiet in die Liste des UNESCO-Weltkulturerbe aufgenommen.

## Namensherkunft
Die Ausweisung des Gebiets als Triángulo de Oro wurde ursprünglich von der Presse ins Leben gerufen und danach von den kulturellen Behörden nach der Eröffnung des Museo Thyssen-Bornemisza im Jahre 1992 eingeführt.

## Besucher
Die drei Eckpunkte des Dreiecks, das Museo del Prado, das Museo Thyssen-Bornemisza und das Reina-Sofia-Museum verzeichneten 2008 zusammen rund 5,3 Millionen Besucher.

## Liste der Museen Triángulo de Oro
- Museo Nacional del Prado
- Museo Nacional Centro de Arte Reina Sofía
- Museo Thyssen-Bornemisza
- Museo Arqueológico Nacional
- Biblioteca Nacional de España y el Museo del Libro
- Museo de la Real Academia de Bellas Artes de San Fernando
- Museo Nacional de Artes Decorativas
- Museo Naval de Madrid
- Museo Nacional de Antropología
- Casa de América
- Casa Museo Lope de Vega
- La Casa Encendida
- CaixaForum
- Museo de Cera de Madrid